# Vampyressa
Vampyressa é um gênero de morcegos da família Phyllostomidae. As espécies Vampyressa bidens, V. brocki e V. nymphaea, tradicionalmente alocadas no gênero Vampyressa, são classificadas atualmente em Vampyriscus, segundo dados moleculares e morfológicos que apontam uma relação mais próxima destas com o gênero Chiroderma. 
Os morcegos desse gênero ocorrem desde o sudoeste do México e América Central até a América do Sul, na Colômbia, Venezuela, Guianas, Suriname, Equador, Peru, Bolívia, Brasil e Argentina.

## Taxonomia e evolução
Os morcegos do gênero Vampyressa fazem parte da subtribo Vampyressina, tribo Stenodermatini, subfamília Stenodermatinae. Na mesma subtribo são classificados os gêneros Chiroderma, Platyrrhinus, Mesophylla, Uroderma, Vampyressa, Vampyriscus, Vampyrodes. As filogenias recentes do grupo apontam o gênero monotípico Mesophylla como grupo-irmão de Vampyressa.
Atualmente são reconhecidas seis espécies em Vampyressa, sendo que três foram descritas recentemente: Vampyressa elisabethae, V. villai e V. voragine.. 
Com base em dados do gene mitocondrial citocromo b, a espécie V. sinchi foi considerada uma subespécie de V. melissa. 

## Espécies e subespécies
- Vampyressa elisabethae Tavares et al., 2014
- Vampyressa melissa Thomas, 1926
  - V. m. melissa
  - V. m. sinchi Tavares et al., 2014
- Vampyressa pusilla (Wagner, 1843)
- Vampyressa thyone Thomas, 1909
- Vampyressa villai Garbino, Hernández-Canchola, León-Paniagua & Tavares, 2024[6]
- Vampyressa voragine Morales-Martínez, Rodríguez-Posada, & Ramírez-Chaves, 2021